# Полверина (Асколи Пичено)
Полверина (итал. Polverina) насеље је у Италији у округу Асколи Пичено, региону Марке.
Према процени из 2011. у насељу је живело 18 становника. Насеље се налази на надморској висини од 831 м.